# Partia Centrum (Szwecja)
     0-4.9%
     5-7.8%
     8-11.9%
     12-15.9%
     16%+

Poparcie dla Partii Centrum w wyborach 2006
0-4.9%
5-7.8%
8-11.9%
12-15.9%
16%+

Partia Centrum (szw. Centerpartiet, C) – szwedzka partia centrowa, socjalliberalna, zajmująca się głównie kwestiami środowiska naturalnego i problemami wsi. Dawniej typowa partia agrarna. Opowiada się przeciwko energii nuklearnej i postuluje decentralizację rządów.
Jej wyborcy obecnie to głównie mieszkańcy wsi i drobni przedsiębiorcy.

## Historia
Partia Centrum powstała w 1913 roku jako Liga Chłopska (szw. Bondeförbundet). Dziewięć lat później, w 1922 roku, wchłonęła Jordbrukarnas Riksförbund (pol. Narodową Unię Rolników), zachowując przy tym swoją nazwę. Ta została zmieniona dopiero w 1957 roku na funkcjonującą obecnie.
Centerpartiet była najbliższym koalicjantem socjaldemokratów w ich rządach w latach 1936–1945 i 1951–1957, ale potem nastąpiło zbliżenie z partiami centroprawicowymi, które zaczęły tworzyć własne rządy (1976–1982 i 1991–1994). Thorbjörn Fälldin, drugi lider tej partii, został wybierany na stanowisko premiera dwukrotnie, funkcję tę pełnił w latach 1976–1978 oraz 1979–1982.
W roku 2005 Partia Centrum sprzedała swe udziały w spółce Centertidningar AB, zajmującej się wydawaniem kilku gazet, za 1,8 miliarda szwedzkich koron, co uczyniło ją najbogatszą w tamtym okresie partią polityczną na świecie.
W roku 2006 partia zaczęła zmieniać swe zainteresowania polityczne, dążąc w stronę klasycznego liberalizmu. Zaczęły ją bardziej interesować problemy stref zurbanizowanych.

## Wybory
Partia w wyborach parlamentarnych uzyskuje wyniki w granicach 5-9%. Najlepszy rezultat osiągnęła w 1973 roku – 25,1%. 

### Wyniki w poszczególnych wyborach
| - 1921 – 11,1% - 1924 – 10,8% - 1928 – 11,2% - 1932 – 14,1% - 1936 – 14,3% - 1940 – 12,0% - 1944 – 13,6% - 1948 – 12,4% - 1952 – 10,7% - 1956 – 9,5% | - 1958 – 12,7% - 1960 – 13,6% - 1964 – 13,4% - 1968 – 16,1% - 1970 – 19,9% - 1973 – 25,1% - 1976 – 24,1% - 1979 – 18,1% - 1982 – 15,5% - 1985 – 12,4% | - 1988 – 11,3% - 1991 – 8,5% - 1994 – 7,7% - 1998 – 5,1% - 2002 – 6,2% - 2006 – 7,9% - 2010 – 6,6% - 2014 – 6,1% - 2018 – 8,6% - 2022 – 6,71% |

## Liderzy partyjni
- Gunnar Hedlund (1949–1971)
- Thorbjörn Fälldin (1971–1985)
- Karin Söder (1985–1987)
- Olof Johansson (1987–1998)
- Lennart Daléus (1998–2001)
- Maud Olofsson (2001–2011)
- Annie Lööf (2011–)